# Vauchelles
Vauchelles település Franciaországban, Oise megyében. Lakosainak száma 245 fő (2022. január 1.). Vauchelles Larbroye, Noyon, Porquéricourt és Suzoy községekkel határos.

## Népesség
A település népessége az elmúlt években az alábbi módon változott:
| Lakosok száma | 282  | 280  | 278  | 265  | 258  | 253  | 246  | 243  | 245  |
|               | 2013 | 2015 | 2016 | 2017 | 2018 | 2019 | 2020 | 2021 | 2022 |